# خوان ميرا
خوان ميرا (بالإسبانية: Juan Mera)‏ هو لاعب كرة قدم إسباني في مركز نصف الجناح، ولد في 22 نوفمبر 1993 في خيخون في إسبانيا. لعب مع نادي لايايوا.

## وصلات خارجية
- خوان ميرا على موقع قاعدة بيانات كرة القدم.إي يو (الإنجليزية)
- خوان ميرا على موقع Soccerway.com (الإنجليزية)